# Première bataille de Heglig
 (avril 2023).
Crise de Heglig (en)
La première bataille de Heglig est une campagne militaire du Soudan du Sud qui a donné lieu au conflit frontalier entre le Soudan du Sud et le Soudan en 2012 (en).

## Bataille
Le 26 mars, la république du Soudan a affirmé que le Soudan du Sud avait attaqué le champ pétrolifère de Heglig, situé dans l'État soudanais du Kordofan du Sud, tandis que le Soudan du Sud a affirmé qu'il agissait en état de légitime défense après une attaque sur son territoire.
Le ministre de l'Information de la république du Soudan, Abdallah Ali Masar, a confirmé que le Soudan du Sud avait pénétré de 10 km en territoire soudanais, mais a également affirmé que les forces soudanaises les avaient repoussés et refoulés, et avaient fait plusieurs prisonniers.
Les troupes sud-soudanaises ont reçu l'ordre de leur gouvernement de se désengager et de se retirer de la zone contestée le 28 mars. Des cadavres et des véhicules détruits gisaient à Heglig, le champ pétrolifère où se sont déroulées les batailles sanglantes. Trois corps ont été identifiés comme étant des soldats sud-soudanais, tandis qu'un char ainsi que 4 camionnettes ont été détruits.